# Bernard Pruski
Bernard Pruski (* 13. November 1929 in Strzyzno; † 30. Januar 2018 in Stargard) war ein polnischer Radrennfahrer und nationaler Meister im Radsport.

## Sportliche Laufbahn
Pruski begann 1948 in Stargard bei einem Rennen für Anfänger mit dem Radsport. Ab 1953 war er Mitglied der polnischen Nationalmannschaft. Bei der Internationalen Friedensfahrt belegte er bei seinem ersten Start 1957 den fünften Rang und war damit bester Pole (1959 fuhr er das Rennen erneut). Diese Platzierung erreichte er auch in der Jugoslawien-Rundfahrt desselben Jahres. 1959 und 1960 gewann er die polnische Meisterschaft im Mannschaftszeitfahren.

## Berufliches
Pruski arbeitete nach seiner aktiven Laufbahn als Trainer (Gryf Szczecin) im Radsport. In den 1960er Jahren begann er mit der Ausbildung von Nachwuchsfahrern. In den 1970er Jahren wurde er Trainer der österreichischen Nationalmannschaft für den Straßenradsport und nahm mit dieser an den Olympischen Sommerspielen 1972 in München teil.

## Familie
Er war der Onkel des ehemaligen polnischen Radrennfahrers Bernard Kręczyński.